# Nemzetközi védjegyjog
A nemzetközi védjegyjog az iparjogvédelmen belül egy olyan jogterület, amelyet számos különböző nemzetközi megállapodás szabályoz, figyelembe véve a védjegyjog alapvetően területi (territoriális) jellegét. Egyetemes, valamennyi államra egységesen kiterjedő szabály nincs. Léteznek ugyanakkor átfogó és egyes részterületeket szabályozó  megállapodások, amelyek a védjegyoltalom bizonyos  követelményeit valamennyi tagországra nézve kötelezően írják elő.
Tágabb értelemben ide tartoznak a regionális együttműködések is, azonban ezek területi hatálya a tagországok összterületére korlátozódik.

## A területi jelleg
A védjegyjog területi jellegéből következik - szemben pl. a tulajdonjog egyetemes, országhatárokon túlnyúló jellegével -, hogy elvileg minden egyes államban külön - külön kellene védjegybejelentést tenni annak érdekében, hogy az adott megjelölés (védjegy) oltalomban részesüljön az adott ország(ok)ban. Az országok túlnyomó többségében ez ma is lehetséges illetve szükséges.
Már a 19. század második felében számos kétoldalú államközi megállapodás jött létre annak érdekében, hogy kölcsönösen megkönnyítse az oltalomszerzést a másik államban is.
A regionális védjegyjogi együttműködés a 20. század során fejlődött ki,  jogegységesítési és jogharmonizációs folyamatok eredményeként. Ide tartozik
- a Benelux-államok közös védjegyoltalma[1]
- az európai uniós védjegy (korábbi nevén közösségi védjegy) (Magyarországra 2004. május 1-jétől terjed ki.)[2]
- OAPI

## Átfogó megállapodások
- A nemzetközi szabályok közül kiemelkedően fontos Az ipari tulajdon oltalmára létesült Párizsi Uniós Egyezmény,[3] amely - többek között - a védjegyoltalomra vonatkozó alapvető rendelkezéseket is tartalmazza.
- Megállapodás a szellemi tulajdon kereskedelmi vonatkozásairól.[4][5] A WTO 1994-es Uruguayi fordulója keretében elfogadott ú.n. TRIPS-egyezmény alapvető célja, hogy meghatározza az egyes iparjogvédelmi oltalmi formáknál a tagállamok nemzeti jogalkotása

## A védjegyek nemzetközi lajstromozása
A védjegyek nemzetközi lajstromozását alapvetően a Madridi védjegy-lajstromozási rendszer (röviden Madridi rendszer) szabályozza, amely két önálló nemzetközi szerződésből áll. A két egyezménynek közös végrehajtási szabályzata van, amely lehetővé teszi, hogy mindkét egyezmény alapján megtett védjegybejelentések ügyében a Szellemi Tulajdon Világszervezetének Nemzetközi Irodája járjon el.
A védjegyjogosult egyetlen ú.n. nemzetközi védjegybejelentéssel, egyetlen díjfizetéssel, egyetlen nyelven tehet bejelentést bármely tagállamban illetve regionális szervezet területén, amely a Madrid rendszernek részese.
Magyarország vonatkozásában a magyar védjegytörvény tartalmaz illeszkedési szabályokat.

### A Madridi rendszer elemei
- A védjegyek nemzetközi lajstromozásáról szóló Madridi Megállapodás[7]
- A védjegyek nemzetközi lajstromozásáról szóló Madridi Megállapodáshoz kapcsolódó 1989. évi Jegyzőkönyv'' (röviden Madridi Jegyzőkönyv)[8]
- Közös végrehajtási szabályzat.[9] (A 41. szabály szerint a WIPO főigazgatójának ügyintézési utasításait is figyelembe kell venni.)[10]

## Nemzetközi szabályozás egyes részkérdésekről
- Védjegyjogi Szerződés[11]
- A gyári vagy kereskedelmi védjegyekkel ellátható termékek és szolgáltatások nemzetközi osztályozására vonatkozó Nizzai Megállapodás (röviden Nizzai Osztályozás)
- A védjegyek ábrás elemeinek nemzetközi osztályozását létrehozó Bécsi Megállapodás
- Az olimpiai jelkép oltalmáról szóló, Nairobiban, 1981. szeptember 26-án elfogadott szerződés[12]